# Mario Livio
Mario Livio (* 19. června 1945 Bukurešť) je astrofyzik a autor populárně-naučné literatury. V současnosti je astronomem a pracovníkem na Space Telescope Science Institute, který provozuje Hubbleův vesmírný dalekohled. Je autorem knih Zlatý řez, Neřešitelná rovnice: Matematika a jazyk symetrií a Je Bůh matematik?.

## Biografie
V pěti letech se se svými prarodiči přestěhoval z Rumunska do Izraele. Sloužil u Izraelských obranných sil jako zdravotnický záchranář v Šestidenní válce (1967), Jomkipurské válce a První libanonské válce (1982).
Získal titul B.S. fyziky a matematiky na Hebrejské univerzitě v Jeruzalémě, M.S. teoretické fyziky částic na Weizmannově institutu věd a Ph.D. teoretické astrofyziky na Telavivské univerzitě. Mezi lety 1981 a 1991 byl profesorem na Technitonu.

## Bibliografie

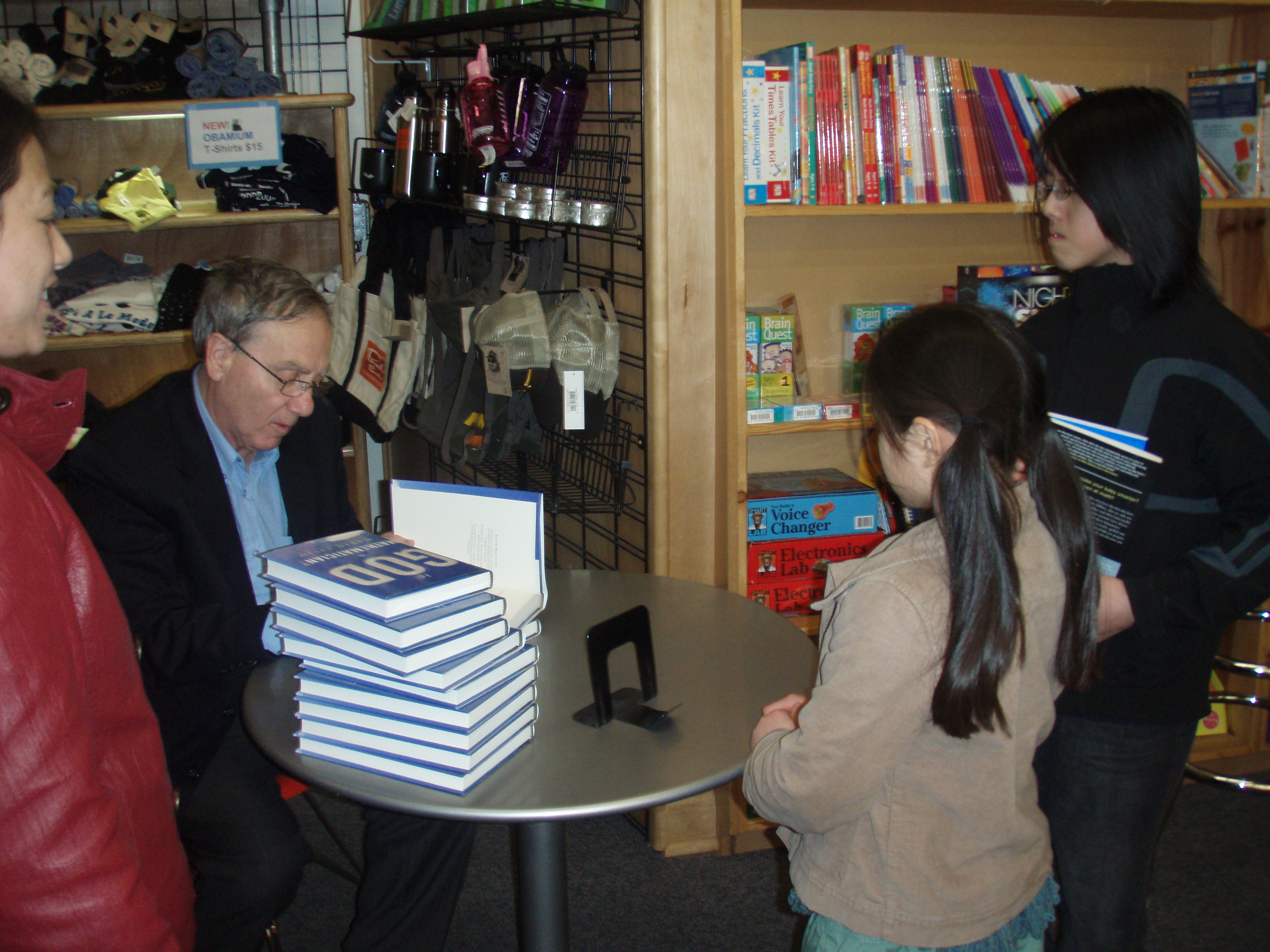
Mario Livio v roce 2009